# 1981 ve fotografii
Tento článek obsahuje významné fotografické události v roce 1981.

## Události
- Rencontres d'Arles červenec–září

- Dne 19. ledna spáchala sebevraždu 22letá americká fotografka Francesca Woodman, jen několik dní po vydání její první knihy fotografií, které dodnes fascinují hloubkou své osobní výpovědi.[1]

- V listopadu v časopise Vogue vyšla série fotografií Helmuta Newtona čtyř modelek They're coming!,[2] která byla vrcholem jeho série protikladů nahá/oblečená.[1]

Atentát na Ronalda Reagana, 30. března 1981

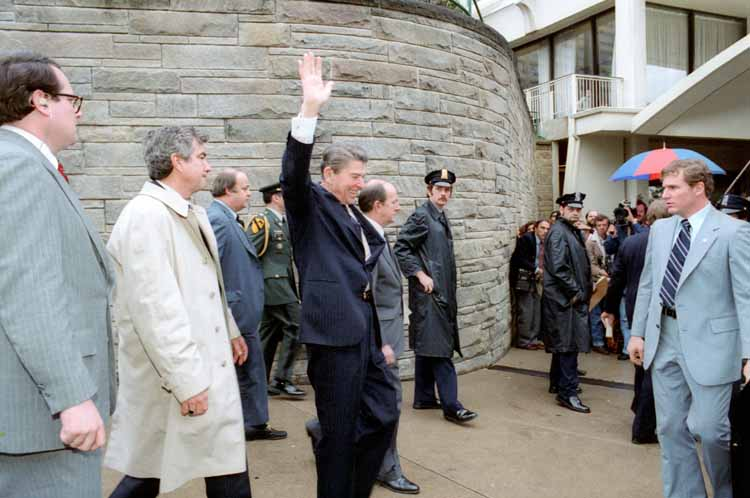
Foto: Michael Evans
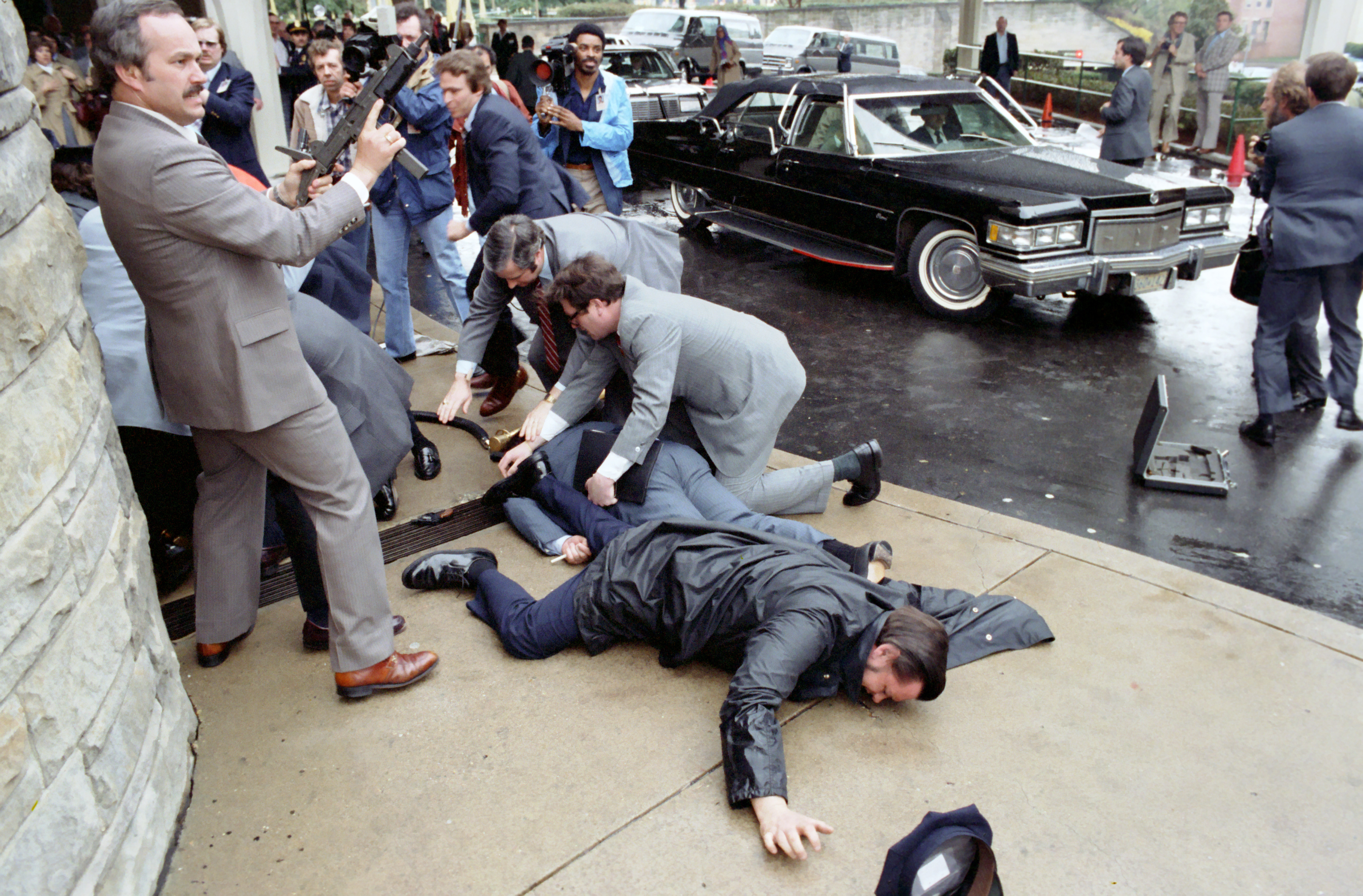

## Ocenění
- World Press Photo – Manuel Perez Barriopedro
- Prix Niépce – Frédéric Brenner a Jacques Bondon
- Prix Nadar – Willy Ronis, Le fil du hasard
- Cena Oskara Barnacka – Björn Larsson, (Švédsko)
- Grand Prix national de la photographie  – Henri Cartier-Bresson

- Cena Ericha Salomona – Picture service of Deutsche Presse-Agentur (DPA)
- Cena za kulturu Německé fotografické společnosti – Harold Eugene Edgerton a J. Mitchell

- Cena Ansela Adamse – Ernie Day
- Cena W. Eugena Smithe – Eugene Richards
- Zlatá medaile Roberta Capy – Rudi Frey, Time.

- Pulitzer Prize for Spot News Photography – Larry C. Price, Fort Worth Star-Telegram, za jeho fotografii z Libérie.
- Pulitzer Prize for Feature Photography – Taro Yamasaki, Detroit Free Press, „za jeho fotografie státního vězení Jackson State Prison, Michigan.“

- Cena za fotografii Ihei Kimury – Kanendo Watanabe
- Cena Nobua Iny ľ Meitoku Itó

- Prix Paul-Émile-Borduas – Jean-Paul Riopelle

- Prix international de la Fondation Hasselblad – Ansel Adams

## Významná výročí

### Výročí narození
- Lewis Larsson (1881–1958)
- Madame d’Ora (20. března 1881 – 30. října 1963)

### Výročí úmrtí
- Antoine Samuel Adam-Salomon (1818 – 29. dubna 1881)

## Narození v roce 1981

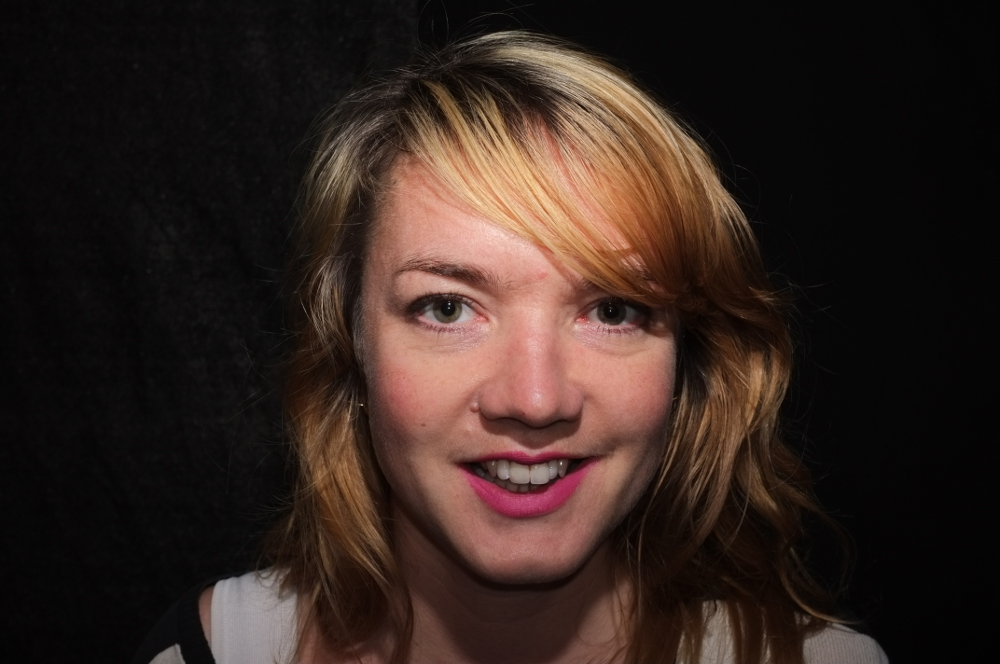
Narodila se nizozemská fotografka a umělkyně Anouk Kruithof

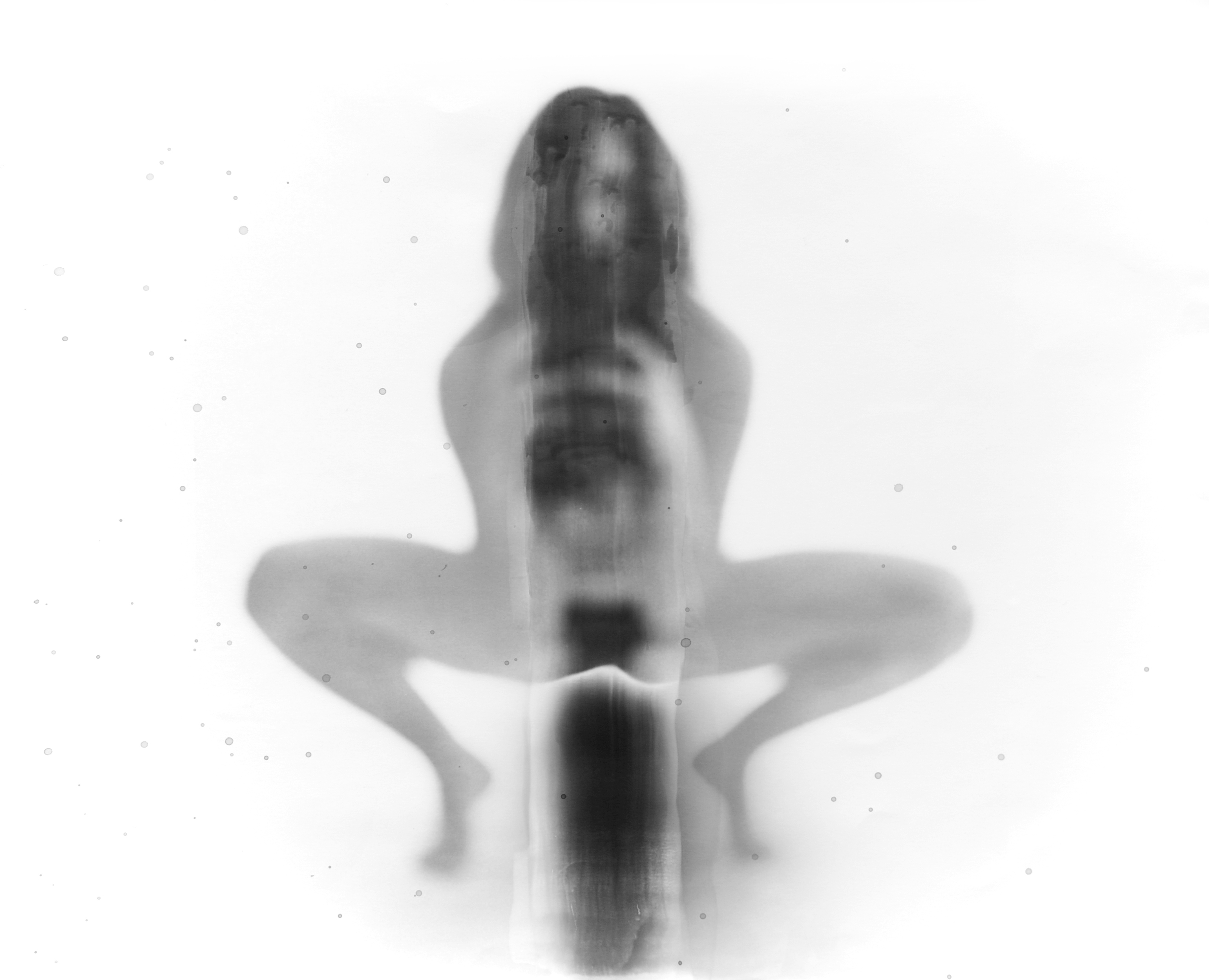
Valentina Murabitová, italská fotografka a vizuální umělkyně, její fotografické práce jsou hybridem mezi různými uměleckými formami, které se prolínají v experimentální analogové fotografii

- 6. ledna – Zita Debreczeni, maďarská celebrita, královna krásy, moderátorka a fotografka
- 10. března – Andrea Gjestvangová, norská fotografka, působí v Berlíně a Oslu, je nejznámější svými fotografiemi obětí z Utøya v portrétní sérii „Den v historii“
- 21. března – Christina Skreibergová, norská novinářka, spisovatelka a portrétní fotografka, v roce 2016 získala ocenění Årets Frilanser za dokumentární projekt Hei nabo!
- 11. května – Austin O'Brien, americký herec a fotograf
- 2. června – Anouk Kruithof, nizozemská fotografka a umělkyně
- 15. června – Ondřej Slabý, český básník, fotograf a molekulární biolog, své verše doprovázel vlastními fotografiemi
- 7. července – Maksym Jevhenovyč Levin, 40, ukrajinský fotoreportér a dokumentární fotograf pracoval pro Reuters a BBC († březen 2022)
- 8. července – Lance Gross, americký herec, model a fotograf
- 15. července – Curtis Kulig, americký fotograf
- 15. srpna – Sarah Carp, švýcarská dokumentární fotografka
- 28. srpna – Catherine Apalat, ugandská fotografka
- 15. září – Mikhael Subotzky, jihoafrický umělec a fotograf žijící v Johannesburgu
- 27. září – Corentin Fohlen, francouzský fotograf
- 28. září – Valentina Murabitová, italská fotografka a vizuální umělkyně, její fotografické práce jsou hybridem mezi různými uměleckými formami, které se prolínají v experimentální analogové fotografii
- 4. listopadu – Christian Walgram, rakouský fotograf, pracuje pro sportovní fotoagenturu GEPA pictures
- 29. listopadu – Tom Hurndall, britský fotograf († 2004)
- 1. prosince – Dieu-Nalio Chery, haitský fotograf
- 7. prosince – Ondřej Lipár, český básník, fotograf a novinář
- 10. prosince – Masúd Husajní, afghánský fotožurnalista
- ? – Thabiso Sekgala, jihoafrický fotograf, jeho práce se týkala „země, pohybu lidí, identity a pojmu domova“ († 15. října 2014)
- ? – Mikaela Löfrothová, finská fotografka
- ? – Manca Juvan, slovinská reportážní fotografka
- ? – Anni Leppälä, finská fotografka
- ? – Laetitia Bica, belgická fotografka

## Úmrtí v roce 1981
- 19. ledna – Francesca Woodman, 22, americká fotografka, sebevražda (* 1958)
- 8. února – Karel Šmirous, vědec a průkopník barevné fotografie (* 3. prosince 1890)
- 9. března – H. S. Wong, čínský fotograf, který pořídil snímek Krvavá sobota (* 1900)
- 4. května – Joachim Joachimczyk, polský fotoreportér, voják Zemské armády, účastník Varšavského povstání (* 16. května 1914)
- 5. srpna – Claude Batho, francouzská fotografka známá svými detailními snímky domova a sérií o zahradě Clauda Moneta v Giverny (* 1. června 1935)
- 30. září – Liselotte Strelow, německá fotografka (* 11. září 1908)
- 1. prosince – Alexandr Paul, novinářský fotograf (* 30. října 1907)
- ? – Galina Saňková, sovětská novinářská fotografka (* 1904)
- ? – Charles Henry Douglas Clarke, kanadský lesník, zoolog a fotograf (* 1909)